# Brookside (Alabama)
Brookside es un pueblo ubicado en el condado de Jefferson en el estado estadounidense de Alabama. En el censo de 2000, su población era de 1393. 

## Demografía
En el 2000 la renta per cápita promedia del hogar era de $ 29.792$, y el ingreso promedio para una familia era de 34.821$. El ingreso per cápita para la localidad era de 14.242$. Los hombres tenían un ingreso per cápita de 30.900$ contra 21.563$ para las mujeres.

## Geografía
Brookside está situado en 33°37′55″N 86°54′47″O / 33.63194, -86.91306 (33.631867, -86.913068).
Según la Oficina del Censo de los EE. UU., la ciudad tiene un área total de 5.99 millas cuadradas (15.53 km ²).